# Brief des Paulus an die Philipper
| Neues Testament |
| --- |
| Evangelien |
| - Matthäus - Markus - Lukas - Johannes |
| Apostelgeschichte |
| Paulusbriefe |
| - Römer - 1. Korinther - 2. Korinther - Galater - Epheser - Philipper - Kolosser - 1. Thessalonicher - 2. Thessalonicher - 1. Timotheus - 2. Timotheus - Titus - Philemon - Hebräer |
| Katholische Briefe |
| - Jakobus - 1. Petrus - 2. Petrus - 1. Johannes - 2. Johannes - 3. Johannes - Judas                                                                                                 |
| Offenbarung |

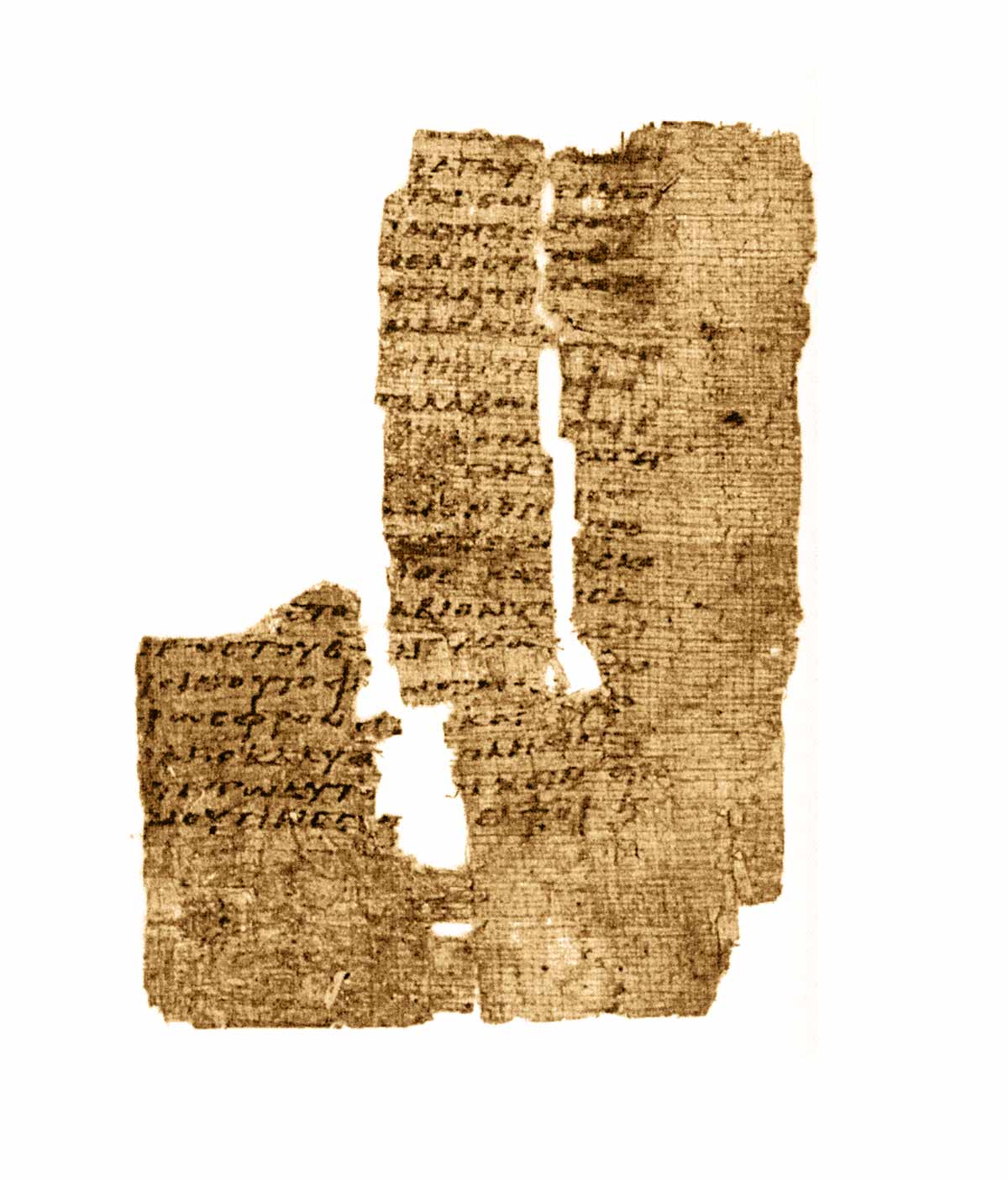
Papyrus 16 aus Oxyrhynchos mit Text aus dem 3. und 4. Kapitel des Philipperbriefs (3. Jahrhundert n. Chr.)

Der Brief des Paulus an die Philipper ist eine Schrift des Neuen Testaments in der christlichen Bibel. Er wurde schon früh in die Sammlung der Paulusbriefe aufgenommen. Der älteste Zeuge für den Brieftext, allerdings mit Auslassungen, ist Papyrus 46 um 200 n. Chr. Dass Paulus von Tarsus Verfasser des Textes ist, wird fast konsensual anerkannt. Dagegen ist wissenschaftlich umstritten, ob der jetzt im Neuen Testament überlieferte Philipperbrief aus mehreren Paulusbriefen durch eine Redaktion zusammengestellt wurde. Die neuere Exegese tendiert zur literarischen Einheitlichkeit des Philipperbriefs.
Ein Hauptanliegen des Autors Paulus ist es, die enge persönliche Beziehung zu bekräftigen, die ihn mit der Gemeinde in Philippi verbindet. Philippi war eine antike Kleinstadt und ist archäologisch und epigraphisch gut bekannt. So ist der Philipperbrief interessant für Untersuchungen zur Stadt, da Paulus auf den kulturellen Hintergrund seiner Adressaten eingeht. Auch nutzt er den Brief, um Informationen über den Stand seines Prozesses mitzuteilen. Der Philipperbrief enthält ebenso wertvolle autobiografische Informationen. 
In der Wirkungsgeschichte des Briefs hat der von Paulus zitierte Philipperhymnus besonderes Gewicht, denn er bot Anknüpfungspunkte für die in der Alten Kirche entwickelte Christologie (Zweinaturenlehre).

## Inhalt
Kapitel 1
- V. 1–2: Absender, Empfänger, Eingangsgruß
- V. 3–11: Der eschatologische Tag Christi
- V. 12–26: Was der Christ durch Leiden gewinnt
- V. 27–30: Die Leidensbereitschaft der christlichen Gemeinde

Kapitel 2
- V. 1–11: Der Christushymnus (Philipperhymnus), ein christlicher Psalm
- V. 12–18: Gott schafft das menschliche Heil
- V. 19–30: Rückkehr von Timotheus und Epaphroditus nach Philippi

Kapitel 3
- V. 1–11: Warnung vor einem Rückfall in die Gesetzlichkeit
- V. 12–17: Das Ziel des christlichen Glaubens

Kapitel 4
- V. 1–9: Mahnung zur Einigkeit
- V. 10–20: Paulus bedankt sich bei den Philippern für ihre Gabe
- V. 21–23: Schlussgruß

## Abfassungssituation
Nach eigenen Angaben war der Verfasser in Haft, hatte aber Möglichkeiten zu missionarischer Tätigkeit. Den Kontakt mit den Christen in Philippi stellte Epaphroditus her: Er überbrachte eine Gabe der Gemeinde und sollte den Brief nach Philippi auf der Rückreise mitnehmen. Während er sich bei Paulus aufhielt, wurde er schwer krank; die Philipper erfuhren davon und waren in Sorge. Doch Epaphroditus wurde wieder gesund. Paulus war bei Abfassung des Briefs bereits einmal verhört worden und nahm an, dass der Prozess gegen ihn nun bald in die entscheidende Phase einträte. Ein Freispruch schien ihm ebenso möglich wie ein Todesurteil.
Verschiedene Orte kommen für eine Haft des Paulus und damit als Abfassungsort des Philipperbriefs in Betracht: Rom, Caesarea Maritima und Ephesus. Udo Schnelle plädiert für Rom als Abfassungsort und nennt dafür folgende Argumente: Die milden Haftbedingungen und die bereits relativ lange Haftdauer, die im Philipperbrief vorausgesetzt sind, passen zu den Angaben von Apg 28,30–31 . In Rom – allerdings nicht ausschließlich dort – gab es ein Prätorium (Phil 1,13 ) und kaiserliche Sklaven (Phil 4,22 ). Verkehrsmäßig war Philippi sehr gut an Rom angebunden. Auf dem Seeweg brauchte man nur zwei Wochen; auf dem Landweg (Via Egnatia, Überfahrt von Dyrrhachium nach Brundisium, Via Appia) war Epaphroditus etwa vier Wochen unterwegs. Dass Paulus sein großes Kollektenprojekt gar nicht erwähnt, spricht gegen den Abfassungsort Ephesus. Eine lange ephesinische Gefangenschaft des Paulus ist in den Quellen nicht direkt bezeugt. Mit der altkirchlichen Tradition befürwortet Schnelle daher die Abfassung in Rom und somit eine Spätdatierung des Philipperbriefs (um 60 n. Chr.). Broer geht von einer Abfassung zwischen 54 und 60 n. Chr. aus.

## Adressaten

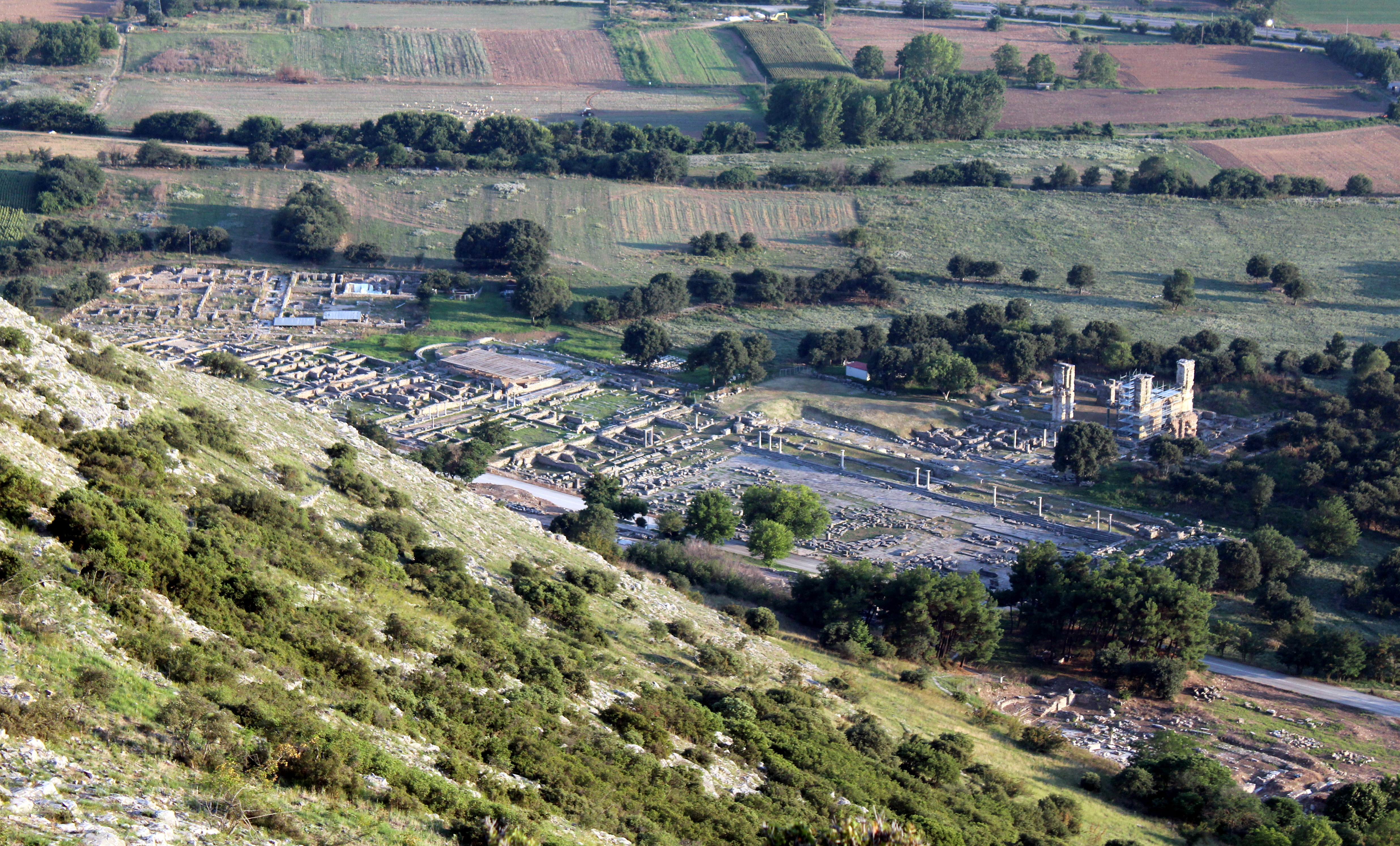
Zentrum des antiken Philippi

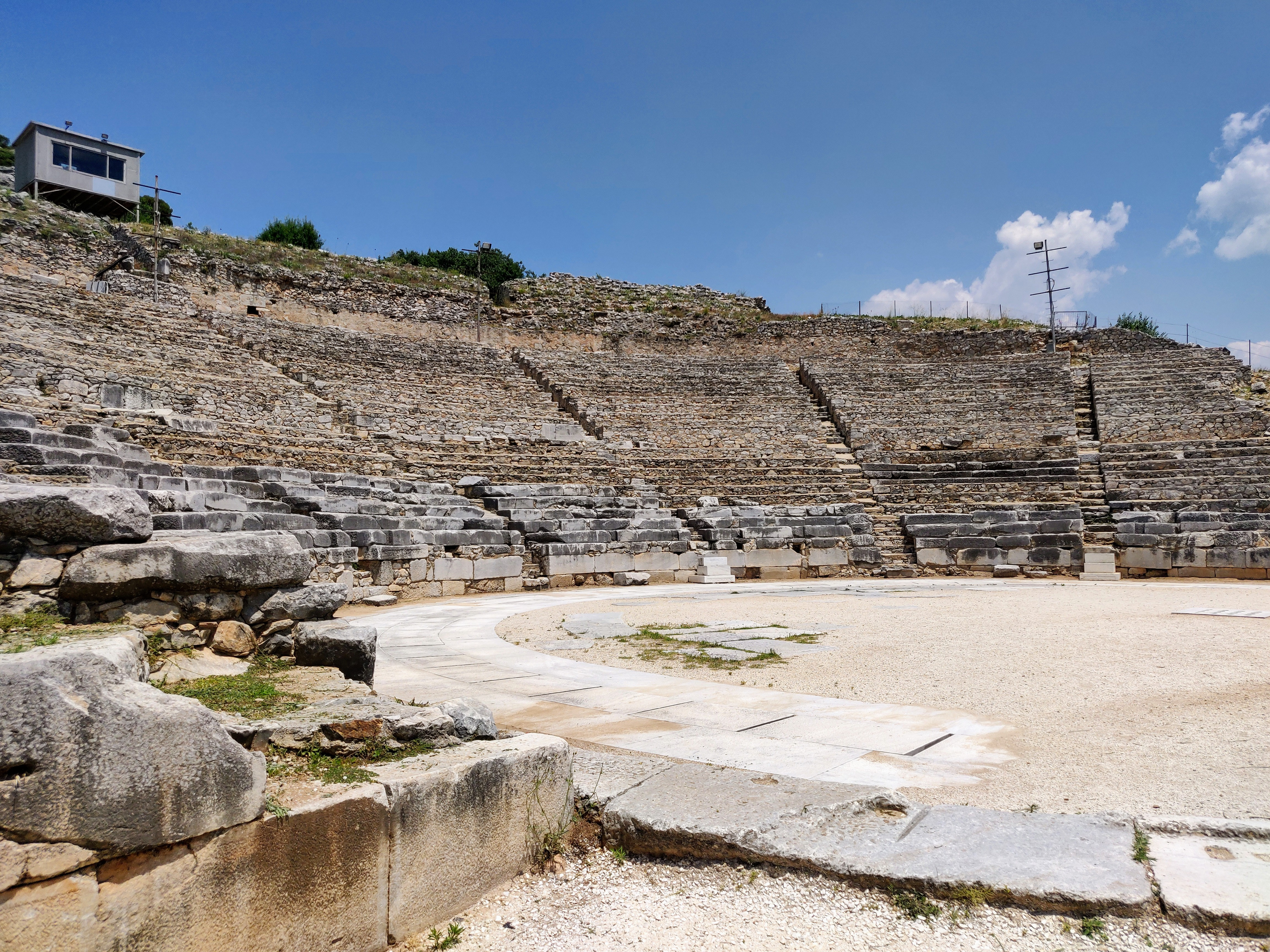
Theater

### Philippi, eine römische Kolonie
Die antike makedonische Stadt, die wir heute Philippi nennen, hieß zur Zeit des Paulus Colonia Augusta Iulia Philippensis. Sie wurde von Philipp von Makedonien an der Stelle des älteren Krēnídes (Κρηνίδες) angelegt und stand seit etwa 167 v. Chr. unter römischer Herrschaft. Zum Zeitpunkt der Schlacht bei Philippi war sie noch eine unbedeutende Siedlung. Dann kam es zu einer zweifachen römischen Koloniegründung: Zuerst gründete Marcus Antonius 42 v. Chr. eine sogenannte Versorgungskolonie (Gegensatz: Siedlungskolonie für römische Stadtbürger) für die Ansiedlung entlassener Söldner; das war eine eher spontane Lösung der drängenden Frage, wie die entlassenen Soldaten in einer Übergangsphase der römischen Politik versorgt werden könnten. Nach 31 v. Chr. erfolgte durch Kaiser Augustus eine Neugründung, die aus dem Gesamtkontext seiner Politik verstanden werden kann. Augustus knüpfte an Caesars Kolonisations- und Bürgerrechtspolitik an und nutzte sie „zur Stabilisierung seiner persönlichen Herrschaft und der des römischen Reiches.“ Aus dieser Siedlungsgeschichte ergibt sich eine multiethnische und vielsprachige Bevölkerung Philippis: Thraker, Kolonisten aus Thasos, Griechen unterschiedlicher Provenienz, Makedonen und schließlich Römer – sowohl Veteranen der Armee als auch italische Bauern.
Der politische Charakter einer römischen Kolonie entspricht nicht demjenigen einer selbständigen Polis, vielmehr versteht sie sich als „eine aus dem Recht der Stadt Rom erwachsene Tochtergemeinde“. Die machtpolitischen Entscheidungsgrundlagen für römische Koloniegründungen (Siedlungskolonien römischer Stadtbürger und Versorgungskolonien entlassener römischer Söldner und Offiziere) bestanden in der Zeit der Republik (ab 509 v. Chr.) entweder in der Deduktion einer lex (senatorisches Gesetz) oder in der Zeit der Bürgerkriege nach 133 v. Chr. in einer Magistratsentscheidung.
Das Territorium der Kolonie Philippi lässt sich nach Peter Pilhofer aufgrund der archäologischen und epigraphischen Befunde folgendermaßen bestimmen: Im Norden bildet der Höhenzug des Palakron Oros die Grenze, im Westen wurde sie möglicherweise durch eine Inschrift bei Palaia Kavala markiert. Im Süden gehörte Neapolis ausweislich vieler lateinischer Inschriften zum Gebiet der Kolonie. Der Grenzverlauf im Westen ist durch eine Inschrift im modernen Dorf Podochori eindeutig anzugeben. Die Stadtmauer umschloss ein Gebiet von annähernd 68 Hektar, von denen aber nur gut 50 Hektar bebaut waren; somit war das antike Philippi eher eine Kleinstadt. Ihre Bevölkerung im 1. und 2. Jahrhundert n. Chr. kann grob auf 5000 bis 10.000 Einwohner geschätzt werden, unter anderem aufgrund der Größe des Theaters (Foto).

### Traditionen über Paulus in Philippi
Der Verfasser der Apostelgeschichte 16,12  bezeichnete Philippi (Φίλιπποι) als „eine Stadt (πόλις) des ersten Bezirks von Makedonien, eine (römische) Kolonie“. Paulus gründete nach seiner Darstellung in Philippi die erste christliche Gemeinde auf europäischem Boden (sogenannte 2. Missionsreise). Einem großen Missionserfolg in Philippi folgte Anfeindung und Misshandlung des Paulus; die Darstellung der Apostelgeschichte hält Udo Schnelle zwar für legendarisch überformt, im Kern aber für historisch. Er führt als Beleg dafür Paulus’ eigene Aussage an: In seinem 1. Brief an die Thessalonicher 2,2  erwähnte Paulus, dass er in Philippi gelitten habe und misshandelt worden sei. Im Aufriss der Apostelgeschichte wird Philippi noch einmal als Station auf der 3. Missionsreise genannt: Paulus habe sich hier mit seinen Begleitern nach Troas eingeschifft auf seiner letzten Reise nach Jerusalem (Apg 20,6 ).
Der Verfasser der Paulusakten erzählt von Paulus’ Reise von Philippi nach Korinth. In diesem Zusammenhang heißt es, Paulus habe in Philippi Zwangsarbeit leisten müssen. Bei den fragmentarisch erhaltenen apokryphen Paulusakten handelt es sich um ein Werk, das Ende des 2. Jahrhunderts in Kenntnis der lukanischen Apostelgeschichte verfasst wurde, das dem Apostel stark enkratitische Ansichten zuschrieb und legendarische Ortstraditionen zu einer einzigen Missionsreise verband, die den Apostel von Damaskus über Stationen in Kleinasien und Griechenland nach Rom geführt habe.

### Die christliche Gemeinde in Philippi
Paulus grüßte zusammen mit seinem Mitarbeiter Timotheus im Briefpräskript „alle Heiligen in Christus Jesus in Philippi samt den Bischöfen und Diakonen (altgriechisch ἐπισκόποις καὶ διακόνοις episkópois kaì diakónois)“ – so der Wortlaut von Phil 1,1  in der Lutherbibel (2017); die Einheitsübersetzung hat hier seit der Revision 2016 einen markant anderen Text: „alle Heiligen in Christus Jesus, die in Philippi sind, mit ihren Vorstehern und Helfern.“ Wahrscheinlich sprach Paulus die Gemeindeleitung direkt an, weil diese Personen das Geschenk organisiert hatten, das Epaphroditus Paulus überbracht hatte. Das vermutete schon Johannes Chrysostomos. Die epískopoi, von denen es in der kleinen Gemeinde in Philippi mehrere gab, hatten eine andere Position als die ebenfalls epískopoi genannten Inhaber des monarchischen Bischofsamts in der spätantiken Kirche. Vermutlich hatten epískopoi und diákonoi in den verschiedenen Hausgemeinden in Philippi seelsorgerliche, finanzielle, erzieherische und/oder soziale Aufgaben. Genaueres ist nicht bekannt, zum Beispiel, ob diese Ämter für eine bestimmte Zeit oder auf Dauer vergeben wurden. Da die Leiter von Schulen, Kollegien, Gilden oder lokalen Kulten im makedonischen Raum als epískopoi bezeichnet wurden, übernahmen die Christen in Philippi womöglich einen regionalen Sprachgebrauch, und Paulus war das recht. Als Polykarp von Smyrna Mitte des 2. Jahrhunderts an die Christengemeinde in Philippi schrieb, erwähnte er Presbyter und Diakone, aber keine epískopoi. Vermutlich hatte sich das dreigliedrige hierarchische Amt in Philippi zu seiner Zeit bereits durchgesetzt.
In Phil 4,2-3  wandte sich Paulus direkt an Evodia und Syntyche, und ermahnte sie dazu, sich zu vertragen. Er verband das mit einem Lob für ihren besonderen Einsatz für das Evangelium. Beide Frauen waren wahrscheinlich Gemeindeleiterinnen in Philippi. Evodia ist ein relativ seltener griechischer Name, der für Freigelassene bezeugt ist. Die Vermutung, beide seien liberta, ist allerdings ungesicherter als die Annahme, dass sie ein Leitungsamt in der christlichen Gemeinde ausübten. Paulus vermied auffällig, in dem Konflikt Partei zu ergreifen. Worum es dabei ging, kann nur vermutet werden. Mark A. Jennings schlägt vor, dass Evodia und Syntyche uneins über die finanzielle Unterstützung des Paulus gewesen seien; Epaphroditus habe Paulus darüber informiert, um zu erklären, warum es zwischenzeitlich keine Unterstützung gab, jetzt aber wieder. Diese These kann erklären, warum Paulus es für nötig hielt, sich zu einem internen Konflikt in Philippi zu äußern.

## Politische Schlagworte im Philipperbrief

### Bürgerrecht (políteuma)
In Phil 1,27  rief Paulus die Leser dazu auf, sie sollten sich so verhalten (altgriechisch πολιτεύομαι politeúomai), wie es dem Evangelium entspreche. Das hier gebrauchte griechische Verb kann allgemein das Verhalten und die Lebensführung bezeichnen, aber auch konkret das Leben als Bürger. Dass Christen in Philippi das römische Bürgerrecht hatten, dürfte seltene Ausnahme gewesen sein. Paulus sprach ihnen aber in Phil 3,20  ein πολίτευμα políteuma im Himmel zu. Hier gibt es zwei Interpretationsmöglichkeiten:
- Das Gemeinwesen der Christen ist im Himmel; dem irdischen Gemeinwesen (konkret: der römischen Kolonie Philippi) bleiben sie daher fremd.
- Das Bürgerrecht der Christen ist im Himmel. Dass sie dieses Bürgerrecht besaßen, verband die Christen in Philippi mit den Christen andernorts, zum Beispiel mit Paulus in Rom. Es zeichnete sie vor den anderen Einwohnern Philippis aus. So gesehen, war das attraktive, aber kaum erreichbare römische Bürgerrecht für sie bedeutungslos.

### Eintracht (homónoia)
Von Eintracht (altgriechisch ὁμόνοια homónoia) der Bürger zu reden, war im zeitgenössischen politischen Diskurs weit verbreitet. Typisch ist, dass ein Autor damit aufforderte, die eigenen Reihen gegen eine Bedrohung von außen zu schließen. Außerdem erfordere die Eintracht ein Zurücknehmen des individuellen Strebens nach Gewinn und Ruhm. Die gleiche Argumentationsstruktur begegnet bei Paulus, wenn er zur Eintracht auffordert, weil die Adressaten ebenso wie er selbst einen Kampf bestehen müssten (Phil 1,30 ), und dann fortfährt, die Christen sollten miteinander solidarisch und respektvoll umgehen, Streit- und Ruhmsucht dagegen vermeiden (Phil 2,1-4 ). Formulierungen wie „fest stehen“ und „gemeinsam kämpfen“ (Phil 1,27 ) rufen eine militärische Bilderwelt auf.

## Autobiographische Informationen über Paulus
„Ich wurde am achten Tag beschnitten, bin ein Angehöriger des Volkes Israel, aus dem Stamm Benjamin, ein Hebräer von Hebräern – was das Gesetz angeht: ein Pharisäer, was den Eifer angeht: ein Verfolger der Gemeinde, was die Gerechtigkeit angeht, die im Gesetz gilt: einer ohne Fehl und Tadel.“

Dieser Rückblick auf seine Jugend, bevor Paulus sich der christlichen Gemeinde anschloss, ist eingebettet in eine massive antijüdische Polemik, in der der Autor verschiedene rhetorische Mittel einsetzt: das Bundeszeichen Israels, die Beschneidung, wird sprachspielerisch als Verschneidung abgewertet. Seine Gegner, die von den Heidenchristen die Übernahme der Beschneidung fordern, seien Hunde, Übeltäter und Kastraten. Die dann folgende Charakterisierung seiner jüdischen Vergangenheit dient Paulus dazu, seinen hohen sozialen Status als Jude zu dokumentieren: Er sei kein Konvertit, sondern Kind jüdischer Eltern, noch dazu könne er seine Abstammung auf einen der Stämme Israels zurückführen (dem auch Saul, der erste König, angehörte); Hebräisch sei seine Muttersprache. In Bezug auf die Tora-Auslegung bezeichnete sich Paulus als Pharisäer; neben Flavius Josephus ist Paulus damit der einzige antike Autor, der sich selbst dieser Religionspartei zuordnete. „Eifer“, altgriechisch ζῆλος zễlos, war ein religiöses Verhaltensideal, das sich am Vorbild des Pinchas orientierte: die Bereitschaft, Gewalt gegen jüdische Dissidenten einzusetzen. Das zeichnete zum Beispiel Mattatias, den Vater der Makkabäerbrüder, nach Darstellung des 1. Buchs der Makkabäer aus. Paulus’ „Eifer“ äußerte sich in der Verfolgung von Christen, wobei hier zwischen dem historischen Paulus und dem Paulusbild der Apostelgeschichte unterschieden werden sollte. Paulus schrieb in Phil 3,5f. nicht, dass er als Pharisäer Christen verfolgt habe. Justin Taylor vermutet, dass der junge Paulus der Zelotenbewegung nahestand und dies rückblickend mit dem Schlagwort „Eifer“ thematisierte; die weitere Radikalisierung dieser Bewegung und ihre Rolle im Jüdischen Krieg waren noch nicht absehbar. Laut Josephus stimmten die Zeloten in der Toraauslegung weitgehend mit den Pharisäern überein. Ein Zelot konnte das betont friedfertige Verhalten des Jesus von Nazareth und seiner Anhängerschaft als falsch bekämpfen.

## Forschungsgeschichte
Seit ungefähr 1960 werden in der Exegese verschiedene Modelle diskutiert, wie der heutige Philipperbrief des Neuen Testaments durch redaktionelle Zusammenfügung von zwei oder drei Briefen des Paulus an die Philipper entstanden sein könne. Ein Argument dafür sind Brüche im Brief; manche beurteilen den Abschnitt von 3,2 bis 4,9 als Einschub. Verschiedene Teilungshypothesen wurden vorgeschlagen, ohne dass ein Konsens erreicht wurde. Der Reiz von Teilungshypothesen besteht darin, dass sich mit ihrer Hilfe eine Geschichte der Kontakte zwischen Paulus und der Gemeinde schreiben lässt, die dem Apostel besonders nahestand. Teilungshypothesen vertreten beispielsweise Walter Schmithals, Joachim Gnilka, Rudolf Pesch und Günther Bornkamm.
Die neuere Exegese tendiert zur Einheitlichkeit des Briefes. Werner Georg Kümmel fand die Argumente für Teilungshypothesen „keineswegs überzeugend“; gemäß seiner Einschätzung bestehe „kein ausreichender Grund, an der Einheitlichkeit des überlieferten Phil zu zweifeln“. Udo Schnelle meint ebenfalls: „Überzeugen können diese Argumente nicht.“ Nach Besprechung der Argumente schließt er, „dass der Phil als eine literarische und auch theologische Einheit verstanden werden muss“. Die literarische Einheitlichkeit vertreten beispielsweise Andreas Lindemann, Berthold Mengel, Ulrich B. Müller und Samuel Vollenweider; einige neuere Exegeten (zum Beispiel Peter Wick) nehmen an, dass der Brief nicht nur einheitlich sei, sondern eine besondere rhetorische Gestaltung durch Paulus aufweise.

### Lexikonartikel, Einführungen
- John Reumann: Philipperbrief. In: Religion in Geschichte und Gegenwart (RGG). 4. Auflage. Band 6, Mohr-Siebeck, Tübingen 2003, Sp. 1271–1274.
- Horst Balz: Philipperbrief. In: Theologische Realenzyklopädie (TRE). Band 26, de Gruyter, Berlin / New York 1996, ISBN 3-11-015155-3, S. 504–513.
- Morna Hooker: Philippians. In: James D. G. Dunn (Hrsg.): The Cambridge Companion to St. Paul. Cambridge University Press, Cambridge 2006, S. 105–115.
- Douglas A. Campbell: Philippians and Philemon. In: Bruce W. Longenecker (Hrsg.): The New Cambridge Companion to St. Paul. Cambridge University Press, Cambridge 2020, S. 119–134.

### Neuere Kommentare
- Michael F. Bird, Nijay K. Gupta: Philippians (= New Cambridge Bible Commentary). Cambridge University Press, Cambridge 2020. ISBN 978-1-108-47388-0.
- Wilfried Eckey: Die Briefe des Paulus an die Philipper und an Philemon. Ein Kommentar. Neukirchener Verlag, Neukirchen-Vluyn 2006, XIV, 242 S. ISBN 978-3-7887-2145-9.
- Ulrich B. Müller: Der Brief des Paulus an die Philipper (= Theologischer Handkommentar zum Neuen Testament, herausgegeben von Erich Fascher, Joachim Rohde, Udo Schnelle u. Christian Wolff, Band 11.1). Evangelische Verlagsanstalt, Leipzig 2., verbesserte Auflage 2002, XVIII, 216 S., ISBN 978-3-374-01463-7.
- Angela Standhartinger: Der Philipperbrief (= Handbuch zum Neuen Testament. Band 11/I). Mohr Siebeck, Tübingen 2021, ISBN 978-3-16-160102-6.
- Nikolaus Walter: Der Brief an die Philipper. In: Die Briefe an die Philipper, Thessalonicher und an Philemon, übersetzt und erklärt von Nikolaus Walter, Eckart Reinmuth und Peter Lampe. (=Das Neue Testament Deutsch, herausgegeben von Peter Stuhlmacher und Hans Weder, Band 8.2). Vandenhoeck & Ruprecht, Göttingen 1998, 232 S. ISBN 978-3-525-51381-1.

### Historische Kommentare
- D. Martin Luthers Epistel-Auslegung. Herausgegeben von Eduard Ellwein, Band 3: Die Briefe an die Epheser, Philipper und Kolosser. Vandenhoeck & Ruprecht, Göttingen 1973, 360 S., ISBN 978-3-525-55633-7.
- Heinrich August Wilhelm Meyer: Kritisch exegetisches Handbuch über den Brief an die Philipper. 1. Aufl. 1847, (= Kritisch exegetischer Kommentar über das Neue Testament, herausgegeben von Heinrich August Wilhelm Meyer, neunte Abteilung, erste Hälfte). Vandenhoeck & Ruprecht, Göttingen 1847, XIV, 146 S. 2., verbesserte und vermehrte Auflage: Vandenhoeck & Ruprecht Göttingen 1859, VI, 343 S.
- Carl Nicolaus Kähler: Auslegung der Epistel Pauli an die Philipper in 25 Predigten. Schwers, Kiel 1855, 294 S. OCLC 45973779 OCLC 602292469 (online).
- Der Brief des Paulus an die Philipper. Ausgelegt von Paul Ewald, 1. u. 2. Aufl. 1908 (= Kommentar zum Neuen Testament, herausgegeben von Theodor Zahn, Band 11). Deichert, Leipzig 1908, 220 S. 3. Durchgesehene und vermehrte Aufl. 1923, besorgt von Gustav Wohlenberg Leipzig 1923, VIII, 238 S.
- Adolf Schlatter: Die Briefe an die Thessalonicher und Philipper. Die Briefe des Petrus und Judas (=Erläuterungen zum Neuen Testament. Band 12). Verlag der Vereinsbuchhandlung, Calw 1910, ISBN 978-3-7668-0191-3
- An die Thessalonicher I, II. An die Philipper. Erklärt von Martin Dibelius (=Handbuch zum Neuen Testament, herausgegeben von Hans Lietzmann, Band 3.2.). Mohr, Tübingen 1911, 64 S. 2., völlig neu bearbeitete Auflage 1925, 76 S.
- Karl Barth: Erklärung des Philipperbriefes. Kaiser, München 1928, 126 S.
- Die Briefe an die Philipper, an die Kolosser und an Philemon. Übersetzt und erklärt von Ernst Lohmeyer, 8. Aufl. der Neubearbeitung 1930 (= Kritisch-exegetischer Kommentar über das Neue Testament, Begründet von Heinrich August Wilhelm Meyer, Abt. 9). Vandenhoeck & Ruprecht, Göttingen 1930, 4, 194, 202 S. 14. Aufl. 1974 und 8. Aufl. der Neubearbeitung 1930, Vandenhoeck & Ruprecht, Göttingen 1974, 4, 194, 202 S.
- An die Thessalonicher I II. An die Philipper. Erklärt von Martin Dibelius, 3., neubearbeitete Auflage 1937 (= Handbuch zum Neuen Testament, herausgegeben von Hans Lietzmann, Band 11). Mohr, Tübingen 1937, 98 S.
- Der Philipperbrief. Auslegung von Joachim Gnilka. (= Herders theologischer Kommentar zum Neuen Testament, begründet von Alfred Wikenhauser, Band 10.3.). Herder, Freiburg im Breisgau 1968, XXII, 226 S.
- Heinrich Schlier: Der Philipperbrief (= Kriterien, Band 54). Johannes-Verlag, Einsiedeln 1980, 82 S., ISBN 978-3-89411-214-1.
- Wolfgang Schenk: Die Philipperbriefe des Paulus, Kommentar, Kohlhammer, Stuttgart Berlin Köln Mainz 1984, ISBN 3-17-008288-4

### Einzeluntersuchungen
- Lukas Bormann: Philippi. Stadt und Christengemeinde zur Zeit des Paulus (= Supplements to Novum Testamentum, hrsg. von Abraham J. Malherbe und David P. Moessner, Band 78). Brill, Leiden 1995, X, 248 Seiten, ISBN 90-04-10232-9
- Günther Bornkamm: Der Philipperbrief als paulinische Briefsammlung. In: Neotestamentica et Patristica, eine Freundesgabe, Herrn Professor Doktor Oscar Cullmann zu seinem 60. Geburtstag überreicht, Verlag Brill. Leiden (Niederlande) 1962, XX, 330 Seiten, S. 192–202
- Paul Collart: Philippes. Ville de Macédoine depuis ses origines jusqu’à la fin de l’époque romaine. Verlag Boccard, Paris 1937, XII, 558 S.
- Adolf Deißmann: Zur ephesinischen Gefangenschaft des Apostels Paulus. In: Anatolian studies. Presented to Sir William Mitchell Ramsay, herausgegeben von William Hepburn Buckler und William Musgrave Calder. University Press, Manchester 1923, XXXVIII, 480 Seiten, S. 121–127.
- Otfried Hofius: Der Christushymnus Philipper 2,6–11. Untersuchungen zu Gestalt und Aussage eines urchristlichen Psalms, Als: Wissenschaftliche Untersuchungen zum Neuen Testament, Band 17, Verlag J. C. B. Mohr, Tübingen 1976, 118 Seiten
- Otfried Hofius: Der Christushymnus Philipper 2,6–11. Untersuchungen zu Gestalt und Aussage eines urchristlichen Psalms. 2., erweiterte Auflage 1991, Als: Wissenschaftliche Untersuchungen zum Neuen Testament, Band 17. Mohr, Tübingen 1991, 170 Seiten, ISBN 978-3-16-145672-5
- Ernst Käsemann: Kritische Analyse von Philipper 2,5–11. In: Zeitschrift für Theologie und Kirche, Band 47, 1950. S. 313–360, (Wiederabdruck in: ders.: Exegetische Versuche und Besinnungen. Band 1, Verlag Vandenhoeck & Ruprecht, Göttingen 1960, 316 Seiten, S. 51–95.)
- Günter Klein: Antipaulinismus in Philippi. Eine Problemskizze. In: Jesu Rede von Gott und ihre Nachgeschichte im frühen Christentum, Beiträge zur Verkündigung Jesu und zum Kerygma der Kirche, Festschrift für Willi Marxsen zum 70. Geburtstag, herausgegeben von Dietrich-Alexander Koch, Gerhard Sellin und Andreas Lindemann, Verlag Mohn, Gütersloh 1989, 476 Seiten, S. 297–313
- Paul Lemerle: Philippes et la Macédoine orientale à l’époque chrétienne et byzantine. Recherches d’histoire et d’archéologie. Boccard, Paris 1945, VI, 568 S.
- Ernst Lohmeyer: Kyrios Jesus. Eine Untersuchung zu Philipper 2,5–11. Als: Sitzungsberichte der Heidelberger Akademie der Wissenschaften. Philosophisch-historische Klasse, 1927/1928, Heft 4, Verlag Winter, Heidelberg 1928, 90 Seiten
- Berthold Mengel: Studien zum Philipperbrief. Untersuchungen zum situativen Kontext unter besonderer Berücksichtigung der Frage nach der Ganzheitlichkeit oder Einheitlichkeit eines paulinischen Briefes. Als: Wissenschaftliche Untersuchungen zum Neuen Testament, zweite Reihe, Bd. 8, Verlag J. C. B. Mohr, Tübingen 1982, 344 S., ISBN 978-3-16-144533-0
- Rudolf Pesch: Paulus und seine Lieblingsgemeinde. Paulus – neu gesehen. Drei Briefe an die Heiligen in Philippi. Als: Herderbücherei, Band 1208, Freiburg im Breisgau 1985, 126 Seiten
- Peter Pilhofer: Philippi. Band 1: Die erste christliche Gemeinde Europas. Als: Wissenschaftliche Untersuchungen zum Neuen Testament, Band 87, Verlag J. C. B. Mohr, Tübingen 1995, XXII, 316 Seiten, ISBN 978-3-16-146479-9
- Peter Pilhofer: Philippi. Band 2: Katalog der Inschriften von Philippi. Als: Wissenschaftliche Untersuchungen zum Neuen Testament, 2., überarbeitete und ergänzte Auflage, Band 119, Verlag J. C. B. Mohr, Tübingen 2009, XVIII, 1196 Seiten, ISBN 978-3-16-149163-4
- Otto Schmitz: Zum Verständnis von Philipper 1, 21. In: Neutestamentliche Studien. Georg Heinrici zu seinem 70. Geburtstag (14. März 1914), dargebracht von Fachgenossen, Freunden und Schülern. Als: Untersuchungen zum Neuen Testament, herausgegeben von Hans Windisch, Band 6, Verlag J. C. Hinrichs, Leipzig 1914, XVI, 272 Seiten, S. 155–169.

## Einzelbelege
1. ↑  Udo Schnelle: Paulus: Leben und Denken (Reihe: De Gruyter Studium). De Gruyter, 2. überarbeitete und erweiterte Auflage Berlin/Boston 2014, S. 392.
2. ↑  Udo Schnelle: Paulus: Leben und Denken (Reihe: De Gruyter Studium). De Gruyter, 2. überarbeitete und erweiterte Auflage Berlin/Boston 2014, S. 393–398.
3. ↑  Ingo Broer: Einleitung in das Neue Testament. Band 2. Echter, Würzburg 2006, S. 391.
4. ↑  nach Collart: Philippes. Paris 1937: „Colonia Iulia Augusta Philippensis“.
5. ↑  Lukas Bormann: Philippi. Stadt und Christengemeinde zur Zeit des Paulus. Brill, Leiden 1995, S. 19.
6. ↑  Peter Pilhofer: Philippi. Band 1: Die erste christliche Gemeinde Europas. Mohr, Tübingen 1995, S. 87.
7. ↑  Lukas Bormann: Philippi. Stadt und Christengemeinde zur Zeit des Paulus. Brill, Leiden 1995, S. 30.
8. ↑  Peter Pilhofer: Philippi. Band 1: Die erste christliche Gemeinde Europas. Mohr, Tübingen 1995, S. 66f. und 75f.
9. ↑  Udo Schnelle: Paulus: Leben und Denken (Reihe: De Gruyter Studium). De Gruyter, 2. überarbeitete und erweiterte Auflage Berlin/Boston 2014, S. 139.
10. ↑  Eckhard Plümacher: Paulusakten. In: Religion in Geschichte und Gegenwart (RGG). 4. Auflage. Band 6, Mohr-Siebeck, Tübingen 2003, Sp. 1069–1070.
11. ↑  Michael F. Bird, Nijay K. Gupta: Philippians, Cambridge 2020, S. 35f.
12. ↑  Hartmut Leppin: Die frühen Christen. Von den Anfängen bis Konstantin. Beck, 2. Auflage München 2019, S. 137.
13. ↑  Michael F. Bird, Nijay K. Gupta: Philippians, Cambridge 2020, S. 36–38.
14. ↑  Michael F. Bird, Nijay K. Gupta: Philippians, Cambridge 2020, S. 170–172. Vgl. Mark A. Jennings: The Price of Partnership in the Letter of Paul to the Philippians: “Make My Joy Complete.” Bloomsbury T&T Clark, London 2018.
15. ↑  Bauer/Aland: Griechisch-deutsches Wörterbuch zu den Schriften des Neuen Testaments und der frühchristlichen Literatur. 6., völlig neu bearbeitete Auflage, Berlin/New York 1988, Sp. 1376.
16. ↑  Peter Pilhofer: Philippi. Band 1: Die erste christliche Gemeinde Europas. Mohr, Tübingen 1995, S. 127–131.
17. ↑  Samuel Vollenweider: Politische Theologie im Philipperbrief? In: Dieter Sänger, Ulrich Mell (Hrsg.): Paulus und Johannes: exegetische Studien zur paulinischen und johanneischen Theologie und Literatur. Mohr Siebeck, Tübingen 2006, S. 457–469, hier S. 460–462. (Online)
18. ↑  Michael F. Bird, Nijay K. Gupta: Philippians, Cambridge 2020, S. 61.
19. ↑  Übersetzung: Zürcher Bibel.
20. ↑  Vgl. Michael F. Bird, Nijay K. Gupta: Philippians, Cambridge 2020, S. 112: he drops some rhetorical napalm on existentially menacing adversaries.
21. ↑  Michael F. Bird, Nijay K. Gupta: Philippians, Cambridge 2020, S. 125f.
22. ↑  Michael F. Bird, Nijay K. Gupta: Philippians, Cambridge 2020, S. 127f.
23. ↑  Justin Taylor: Why did Paul persecute the church? In: Graham N. Stanton, Guy G. Stroumsa (Hrsg.): Tolerance and Intolerance in early Judaism and Christianity. Cambridge University Press, Cambridge 1998, S. 99–120, besonders S. 103 und 108.
24. 1 2  Horst Balz: Art. Philipperbrief, in: TRE Bd. 26, 1996, S. 507.
25. ↑  Werner Georg Kümmel: Einleitung in das Neue Testament. 20. Auflage, Heidelberg 1980, S. 292f.
26. ↑  Udo Schnelle: Einleitung in das Neue Testament. 7. Auflage, Göttingen 2011, S. 157–159.
27. ↑  Vgl. Vollenweiders Einschätzung, die Einheitlichkeit sei „augenfällig trotz hartem Übergang von 3,1 zu 3,2,“ in: Erklärt. Der Kommentar zur Zürcher Bibel. Band 3. TVZ, Zürich 2010, S. 2456. Vollenweider bearbeitet den Philipperbrief im Rahmen des Evangelisch-Katholischen Kommentars.